# Капустин, Константин Иванович
Константи́н Ива́нович Капу́стин (1879 — 14 июня 1948) — активный деятель автомобилизма и автоспорта России, участник многих соревнований по автоспорту.

## Биография
Константин Иванович Капустин родился в 1879 году пятым сыном в семье Ивана Ивановича и Пелагеи Сергеевны Капустиных, переехавших в Санкт-Петербург из деревни Золотова Чухломского уезда Костромской губернии.
После окончания первого реального училища Константин поступил в Институт гражданских инженеров, после окончания которого в 1908 году ему было присвоено звание «строительного техника министерства внутренних дел».
Константин Иванович унаследовал от отца звание почётного гражданина, но в купечестве не состоял. Свою трудовую деятельность он начал на подрядных работах совместно с известным архитектором А. Ф. Бубырем, с которым учился вместе в Институте гражданских инженеров. Получив в наследство дома № 157 и 159 на Фонтанке, в 1911—1912 годах он начал перестройку по проекту А. Ф. Бубыря в стиле «северного модерна» дома № 159/9 (ныне известного как Дом Капустина). Этот дом расположен рядом с Египетским мостом и выделяется на фоне имеющейся застройки своим силуэтом.
Одновременно со строительными делами Константин Иванович увлекался автомобилизмом.
Он участник одной из первых автогонок Луга — Санкт-Петербург в июле 1901 года.
Учредитель (1902) и казначей Санкт-Петербургского Автомобиль-Клуба (СПАК). Для участников автогонок 17 июня 1905 года учредил кубок своего имени. Много путешествовал на автомобиле по России и Западной Европе. В верстовых гонках 7 августа 1905 года на Волхонском шоссе под Санкт-Петербургом на автомобиле «Ришар-Бразье» 12 л. с. установил новый российский рекорд — 57,7 км/ч при старте с хода. В 1908 году вместе с Е. М. Кузьминым на «Рено» проехал от Санкт-Петербурга через Киев в Крым, посетив Ялту и Севастополь.
В 1908 году Константин Иванович женился на Екатерине Евграфовне Капустиной, дочери купца 1 гильдии потомственного гражданина Евграфа Ивановича Капустина.
В начале Первой мировой войны он увлекается политической деятельностью. В 1916 году его единогласно выбирают в Петербургскую городскую думу. С 1914 по 1918 год он работает техником-строителем на Охтинском пороховом заводе, а с 1918 по 1921 год работает на третьем Государственном автозаводе («Русский Рено») в городе Рыбинске зав. отделом по строительству.
С 1921 по 1926 год он строительный техник в Управлении Государственных Академических театров в Ленинграде. А с 1926 по 1941 годы работает техником строителем в системе Ленэнерго. В 1941 году эвакуирован в город Молотов, где работал в Управлении военного строительства № 34 до 1944 года. После возвращения в Ленинград стал работать в ЦКБ Ленэнерго «Электропроект».
Скончался Константин Иванович Капустин 14 июня 1948 года, похоронен на Большеохтинском кладбище.
На 13 августа 1912 года по адресу Санкт-Петербург, Васильевский остров, 3 линия, дом 24 под № 997 был зарегистрирован его автомобиль «Рено» (дубль-фаэтон, 12 л. с.); а на 1 июля 1913 года этот «Рено» имел № 195 по адресу Санкт-Петербург, Фонтанка, 159/9, где находился его вновь построенный собственный доходный дом (арх. А. Ф. Бубырь), в квартире 9 которого жил сам Константин Иванович, а во дворе можно до сих пор увидеть специально предусмотренный для автомобиля гараж.